# W1A
W1A ist eine britische Comedy-Fernsehserie der BBC von John Morton und Fortsetzung zu dessen Serie Twenty Twelve, aus der die Hauptfigur Ian Fletcher (Hugh Bonneville) eine Management-Position bei der BBC übernimmt.
Der Titel der Serie kommt von der Postadresse des BBC Broadcasting House.

## Handlung
Ian Fletcher, der zuvor das Komitee Olympic Deliverance Commission zur Organisation der Olympischen Sommerspiele 2012 in London geführt hat, wird nun von der Sendeanstalt BBC als Head of Values eingestellt, um sie auf eine klare neue Richtung für die Zukunft auszurichten. Dazu muss er sich mit der Unternehmensstruktur und der Senderprogrammierung und etwa mit Kürzungen von Finanzen, Ressourcen und Programminhalten befassen. Im Irrglauben, sie hätten für die Olympischen Spiele gut zusammengearbeitet, wird ihm erneut Siobhan Sharpe als Brand Consultant an die Seite gestellt.
W1A wird erneut wie Twenty Twelve mit einem Erzähler als Mockumentary, die Fletchers Bemühungen verfolgt, dargestellt.

## Figuren und Besetzung
Die Serie erschien nicht in Deutschland und wurde daher bislang nicht auf Deutsch synchronisiert.
| Darsteller       | Rolle               | Funktion                                                                          | Folgen Hauptrolle            | Folgen Nebenrolle                |
| ---------------- | ------------------- | --------------------------------------------------------------------------------- | ---------------------------- | -------------------------------- |
| David Tennant    | Erzähler            | Erzähler                                                                          | 1.01–3.06, Special           |                                  |
| Hugh Bonneville  | Ian Fletcher        | Head of Values                                                                    | 1.01–3.06, Webisode, Special |                                  |
| Jessica Hynes    | Siobhan Sharpe      | BBC Brand Consultant                                                              | 1.01–3.06, Special           |                                  |
| Monica Dolan     | Tracey Pritchard    | Senior Communications Officer                                                     | 1.01–3.06, Webisode, Special |                                  |
| Jason Watkins    | Simon Harwood       | Director of Strategic Governance                                                  | 1.01–3.06, Webisode          |                                  |
| Sarah Parish     | Anna Rampton        | Head of Output (1–2) Director of Better (2–3)                                     | 1.01–3.06, Webisode          |                                  |
| Nina Sosanya     | Lucy Freeman        | Producer (1–2) Head of Inclusivity (2–3)                                          | 1.01–3.06                    |                                  |
| Hugh Skinner     | Will Humphries      | Praktikant (1–2) Ians Assistent (2–3)                                             | 1.01–3.06, Special           |                                  |
| David Westhead   | Neil Reid           | Controller of News and Current Affairs                                            | 2.01–3.06, Webisode          | 1.01, 1.03–1.04                  |
| Rufus Jones      | David Wilkes        | Entertainment Format Producer (1–2) Senior Executive (2) Commissioning Editor (3) | 2.01–3.06                    | 1.01–1.02, 1.04                  |
| Ophelia Lovibond | Izzy Gould          | Simon Harwoods Assistentin (1–2) Development Producer                             | 2.01–3.06                    | 1.01–1.04                        |
| Jonathan Bailey  | Jack Patterson      | Anna Ramptons Assistent Exec in Betterness Development                            | 2.01–3.06                    | 1.01–1.04                        |
| Ivan Gonzalez    | Jerry Guildencrantz | Digital Strategist                                                                |                              | 1.01–3.05                        |
| Max Olesker      | Ben Rosencrantz     | Digital Strategist                                                                |                              | 1.01–3.05                        |
| Daniel Ings      | Matt Taverner       | Head of Comedy/Drama (1–2) Head of Output (2–3)                                   |                              | 1.03, 2.01–3.01, 3.03, 3.05      |
| Alex Beckett     | Barney Lumsden      | Ideation Architect                                                                |                              | 1.03–2.01, 2.04–3.01, 3.03, 3.06 |
| Sara Pascoe      | Coco Lomax          | Trending Analyst                                                                  |                              | 1.03, 2.01, 3.01, 3.03, 3.06     |
| Joel Fry         | Karl Marx           | Virtual Concept Designer                                                          |                              | 1.03, 2.01, 3.01, 3.03, 3.06     |

Hugh Bonneville, Jessica Hynes, Alex Beckett, Sara Pescoe und Joel Fry kehren mit denselben Rollen in Twenty Twelve zurück, sowie Tennant als Erzähler. Olivia Colman als Sally Owen aus Twenty Twelve hat einen Episodenauftritt.
Viele BBC-Führungskräfte, Moderatoren und andere Fernsehpersönlichkeiten haben Gastauftritte als sie selbst, darunter beispielsweise Carol Vorderman, Salman Rushdie, Gary Lineker und Lenny Henry.

## Episodenübersicht
Alle Episoden wurden von John Morton sowohl geschrieben als auch inszeniert. Anders als bei Twenty Twelve tragen die Episoden keine Titel, sondern sind nur nummeriert.
| St. | Ep. | Ausstrahlung            |
| --- | --- | ----------------------- |
| 1   | 4   | 19. März – 9. Apr. 2014 |
| 2   | 4   | 23. Apr. – 14. Mai 2015 |
| 3   | 6   | 18. Sep – 23. Okt. 2017 |

Zusätzlich erschien am 21. Mai 2020 eine Webisode zur COVID-19-Pandemie im Vereinigten Königreich, in der die Figuren sich als COVID-19 Bounce Back Group der BBC treffen, und ein Comic Relief Special am 15. März 2024, dem Red Nose Day, in dem die Figuren einen Nachfolger für Lenny Henry suchen.

## Rezeption

### Rezensionen
Sam Wollaston vom Guardian bezeichnete die Satire nur als „knabbernd“ statt bissig, da sich die Realität als witziger erwies, und fragte sich für wen die Eigensatire der BBC gemacht sein soll. Während BBC-Moderator John Humphrys gesagt haben soll, sie sei sehr witzig, außer wenn man ein BBC-Boss ist, befand Wollaston das Gegenteil: nur wenn man ein BBC-Boss sei, dort arbeite oder jemanden kenne, der dort arbeitet, sei sie witzig, und für alle außerhalb dieser Blase eher nervig. Das Vorzeigen, dass man die eigene Lächerlichkeit zugeben und über sich selbst lachen könne, wirke manchmal eher selbstgefällig. Der Blick in den Spiegel sei ein leichtes Schmunzeln über sich selbst, ein verspielter Klaps auf den Po statt ein rechter Tritt in den Schritt.
Für den Independent fand Grace Dent, die dieses Leben gelebt habe und in solchen Meetings wie die gezeigten gesessen habe, die Serie als genau beobachtend und schmerzhaft witzig; es sei eine Konfettiparade an wiedererkennbaren Sorgen. Charlotte Higgins vom Guardian wiederum fand, dass sie zum einen in der Darstellung der BBC schrecklich plausibel sei, aber zum anderen auch für Uneingeweihte funktioniere, weil sie instinktiv an Büroleben erinnere.

### Auszeichnungen
- British Academy Television Awards
  - 2015: Auszeichnung für die Beste weibliche Comedy-Performance an Jessica Hynes
  - 2015, 2016: Nominierung für die Beste männliche Comedy-Performance an Hugh Bonneville
- Broadcasting Press Guild Awards 2015: Auszeichnung als Beste Comedy
- Royal Television Society 2015: Auszeichnung für Bester Filmschnitt einer Comedy
- Writer’s Guild of Great Britain Awards 2016: Nominierung als Beste Sitcom